# Archidiocèse de Windhoek

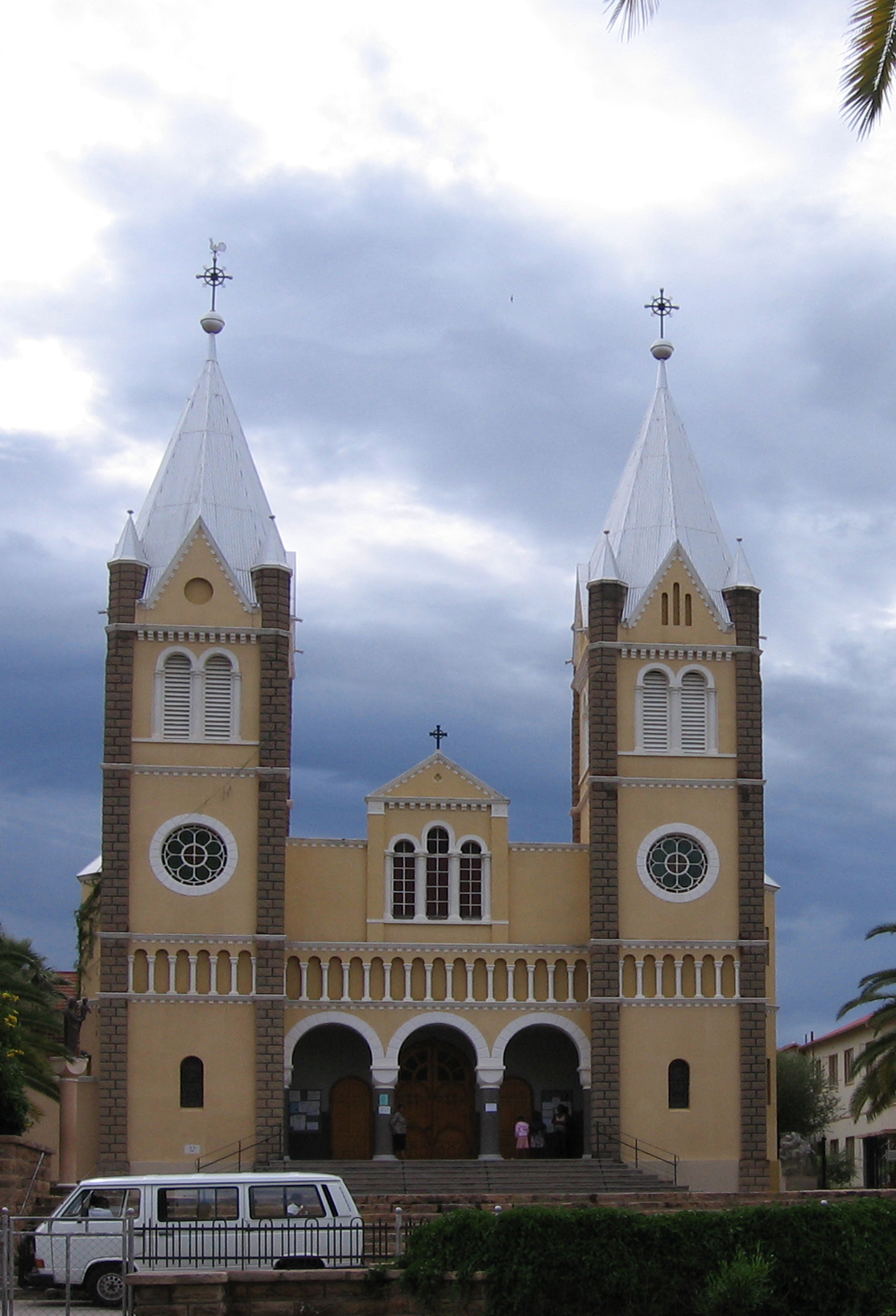
Cathédrale de windhoek

L'archidiocèse métropolitain de Windhoek est l'unique archidiocèse de Namibie. Son siège est à Windhoek, la capitale du pays.
Le diocèse suffragant est Keetmanshoop (en), avec le vicariat apostolique de Rundu. Il a été érigé en archidiocèse le 14 mars 1994, à partir du vicariat apostolique de Windhoek. 
L'archevêque actuel est Mgr Liborius Ndumbukuti Nashenda.